# Hochplett
Der Hochplett ist ein Bergmassiv der Mondseer Flyschberge im oberösterreichischen Salzkammergut. Seine höchste Erhebung ist der 1134 m ü. A. hohe Hochplettspitz.

## Lage und Landschaft
Der Hochplett ist dem Schafberg (1782 m) nordöstlich vorgelagert und erstreckt sich zwischen den Südenden von Mondsee im Westen und Attersee im Osten. Vom Schafbergmassiv ist er durch die Talung der Seeache bei Unterach, die Mond- und Attersee verbindet, getrennt. Nördlich erstreckt er sich an die Talmulde von Innerschwand und Oberwang, mit der unteren Wangauer Ache und dem Riedlbachtal. Zwischen Riedlbachtal und Attersee verbindet die etwa 715 m hohe Einsattelung von Streit bei Nußdorf das Hochplett-Massiv mit dem Massiv des Rossmoos (1015 m) nordöstlich. Nordwestlich erhebt sich jenseits der Wangauer Ache die Kulmspitze (1095 m).
Der langgestreckt-flache und mittelgebirgige Höhenrücken erstreckt sich west–ost-streichend über 11 Kilometer, mit Ausläufern von der Mondsee-Halbinsel von Linort bis an den Parschallenbach am Attersee. Nur die Fußlagen sind bäuerliche Kulturlandschaft, der Hauptteil ist bewaldetes, forstwirtschaftliches genutztes Hügelland.

## Geologie
Geologisch gehört der Hochplett zur Flyschzone der Alpen und bildet direkt deren Südgrenze zu den Nördlichen Kalkalpen mit Schafberg und Zimnitz, die Seeachen-Talung folgt dem Innsbruck-Salzburg-Amstetten-Störungssystem. Das Massiv bildet sich aus der Zementmergelserie (Coniacium bis Campanium, ca. 90–70 Mio. Jahre), das sind Kalksandsteine und Mergelstein. Am Bergfuß, am Mondseeufer bei Brunnfeld und Ort wie auch am ganzen Nordfuß findet sich ältere Reiselsberg-Formation und Seisenburg-Formation (Albium bis Santonium, ca. 110–80 Mio. Jahre), bei Unterach auch Rehbreingraben-Formation (verkieselter Gaultflysch, Aptium bis Albium, um 110 Mio. Jahre). Dabei bildet die Zementmergelserie eine Mulde. Die nach dem Massiv benannte Hochplett-Decke zieht sich im Westen vom Heuberg bei Salzburg bis an den Krahberg am Attersee-Ostufer. Sie erreicht am Hochplettspitz die größte Breite, und die Zementmergelserie hier 500 m Mächtigkeit.

## Gipfel
Wichtigsten Gipfel des kaum gegliederten Hochplettmassivs sind (West–Ost):
- Hölblingkogel (994 m)
- Koppenstein (1123 m)
- Hochplettspitze (1134 m)
- Großer Hollerberg (1090 m)
- Hochgupf (1071 m)
- Kleiner Hollerberg (993 m)

## Wege und Sehenswürdigkeiten
Der Berg ist leichtes Spazier- und Radgebiet. Im Ostteil liegen zwei kleine versumpfte Bergseen, der Egelsee (Naturschutzgebiet) und der Ellerwiessee. Am Südfuß liegen im Mondsee die Pfahlbausiedlung von See der steinzeitlichen Mondseekultur (UNESCO-Welterbe). Bei Unterach liegt ein Edelkastanienwald (Naturschutzgebiet).